# Comuna Gârceni, Vaslui
Gârceni este o comună în județul Vaslui, Moldova, România, formată din satele Dumbrăveni, Gârceni (reședința), Racova, Racovița, Slobozia și Trohan.

## Așezare
Comuna se află în partea de nord-vest a județului, învecinându-se la vest cu comuna Lipova (din județul Bacău) și la nord-vest cu comuna Oniceni (din județul Neamț).

## Demografie
Componența etnică a comunei Gârceni
     Români (77,5%)
     Romi (13,11%)
     Alte etnii (9,39%)
Componența confesională a comunei Gârceni
     Ortodocși (85,34%)
     Penticostali (4,99%)
     Alte religii (0,14%)
     Necunoscută (9,53%)
Conform recensământului efectuat în 2021, populația comunei Gârceni se ridică la 2.204 locuitori, în scădere față de recensământul anterior din 2011, când fuseseră înregistrați 2.443 de locuitori. Majoritatea locuitorilor sunt români (77,5%), cu o minoritate de romi (13,11%). Din punct de vedere confesional, majoritatea locuitorilor sunt ortodocși (85,34%), cu o minoritate de penticostali (4,99%), iar pentru 9,53% nu se cunoaște apartenența confesională.

## Istorie
La sfârșitul secolului al XIX-lea, comuna făcea parte din plasa Racova a județului Vaslui și era alcătuită din satele Gârceni, Slobozia, Racova, Racovița, Trohan, Scaunele, Schitu-Mălinești, cu o populație de 1215 de locuitori. În comună exista patru biserici și o școală mixtă.
Anuarul Socec din 1925 consemnează comuna în plasa Pungești din același județ, cu o populație de 2360 de locuitori (în satele Gârceni, Racova și Trohan). În 1931, comuna era împărțită în satele Gârceni, Racova, Trohan și Slobozia.
În anul 1950, comuna a fost transferată raionului Vaslui din regiunea Bârlad, iar după 1956, a fost transferată la regiunea Iași. În anul 1968, comuna a fost inclusă în județul Vaslui, reînființat, în structura actuală, fiindu-i alipit între timp și satul Dumbrăveni (anterior, la comuna Pungești).

## Politică și administrație
Comuna Gârceni este administrată de un primar și un consiliu local compus din 11 consilieri. Primarul, Sorin Gheorghe Gabriel Scutelnicu[*], de la Partidul Social Democrat, este în funcție din 2016. Începând cu alegerile locale din 2024, consiliul local are următoarea componență pe partide politice:
|  | Partid                          | Consilieri | Componența Consiliului | Componența Consiliului | Componența Consiliului | Componența Consiliului | Componența Consiliului | Componența Consiliului | Componența Consiliului | Componența Consiliului | Componența Consiliului |
|  | ------------------------------- | ---------- | ---------------------- | ---------------------- | ---------------------- | ---------------------- | ---------------------- | ---------------------- | ---------------------- | ---------------------- | ---------------------- |
|  | Partidul Social Democrat        | 9          |                        |                        |                        |                        |                        |                        |                        |                        |                        |
|  | Alianța pentru Unirea Românilor | 1          |                        |                        |                        |                        |                        |                        |                        |                        |                        |
|  | Partidul Mișcarea Populară      | 1          |                        |                        |                        |                        |                        |                        |                        |                        |                        |